# Litanie
Pour les articles homonymes, voir Litanie (nouvelle).
Pour les articles ayant des titres homophones, voir Litanies et Litani.
Une litanie est une suite de prières liturgiques d'intercession qui se terminent par des formules identiques, récitées ou chantées par les assistants. Par exemple les litanies des saints, les Litanies de Lorette. 

## Les litanies dans le catholicisme
Au début du XVIIe siècle, devant la multiplication des litanies locales, le pape Clément VIII ne permet plus la publication que des seules litanies des saints, et Litanies de Lorette.
Depuis, sont venues s'ajouter aux litanies dont la récitation publique est approuvée par l'Église : les litanies du Saint-Nom de Jésus, du Sacré-Cœur et de Saint-Joseph et depuis 1960 les litanies du précieux Sang.
Une autre Litanie catholique se porte au Christ : Litanie de la Passion.
En 1936, Francis Poulenc compose les Litanies à la Vierge noire de Rocamadour, pour chœur de femmes et orgue (qu’il orchestre ultérieurement).

## Forme d'expression
Par extension, notamment dans le langage familier, on utilise le mot litanie pour désigner une longue suite de paroles monotones et ennuyeuses, par analogie avec le caractère répétitif de ce type de prière.
La forme de la litanie, par ses vertus incantatoires, a été souvent employée dans des poèmes ou des chansons, surtout depuis la fin du XIXe siècle. On peut citer par exemple les Litanies de la rose de Remy de Gourmont, le célèbre poème Liberté de Paul Éluard, la Litanie des écoliers de Maurice Carême, la chanson À nos actes manqués de Jean-Jacques Goldman, etc.
Baudelaire, dans Les Litanies de Satan, fut probablement le premier à détourner le caractère sacré initial de la litanie.
« Un peu comme il existe une magie noire et une magie blanche, on peut dire qu'il existe une « litanie noire » et une « litanie blanche », qui procèdent toutes deux d'une démarche sacrilège ; si la première repose sur un principe d'inversion systématique, la seconde prépare la laïcisation progressive d'un genre qui finit par perdre tout de ses origines liturgiques. »
Certains textes littéraires intitulés litanie(s) n'en ont pas la forme répétitive mais en conservent souvent plus ou moins le caractère incantatoire, telles Les litanies de la Mer de Saint-Pol-Roux ou le poème Litanies de Georges Rodenbach.

## Exemple: les "litanies de la mer" chantées par les marins dans les parages d'Ouessant
Des centaines, sans doute des milliers, de naufrages se sont produits au fil des millénaires dans les parages d'Ouessant (surnommée parfois "l'île de l'épouvante"), réputés pour leur dangerosité en raison des centaines d'écueils et de la violence des courants marins, tel celui du Fromveur. L'effroi était si grand que, selon quelques témoignages, les marins récitaient les "litanies de la mer" lorsqu'ils doublaient Ouessant comme le raconte par exemple Eugène Sue :

« Alors le vieux pilote et son fils, se découvrant la tête, s'agenouillèrent et le père, sans quitter le gouvernail, dit gravement : « Veillez sur moi, Notre-Dame d'Auray, dans ce mauvais passage car mon navire est bien petit et la mer de Dieu bien grande ». Pendant que le pilote doublait les roches, son fils récitait dévotement et sans lever les yeux, les litanies suivantes que jamais marin breton n'oubliait dans les circonstances dangereuses de la navigation. Ces litanies ne cessèrent que lorsque la pointe ouest d'Ouessant fut doublée. »